# جیلیان مورای
 جیلیان مورای (انگلیسی: Jillian Murray؛ زادهٔ ۴ ژوئن ۱۹۸۴) یک هنرپیشه اهل ایالات متحده آمریکا است. وی از سال ۲۰۰۳ میلادی تاکنون مشغول فعالیت بوده‌است.
از فیلم‌ها و برنامه‌های تلویزیونی که وی در آن نقش داشته است می‌توان به فیلم منترونشن و کله خراب اشاره کرد.